# 上野由人
上野 由人（うえの よしひと、1980年11月1日 - ）は、日本の男性タップダンサー、舞台俳優、声優、和太鼓演奏家。

## 来歴・人物
静岡県三島市出身。
和太鼓音心、和太鼓ユニット手練、BEAT座CLUBに所属。Rhythm Junkies主宰。
和太鼓教室TAIKO-LAB講師。
舞台俳優、声優、タップダンサーの経歴を経て和太鼓奏者へ。
それぞれの経験を活かし、テーマ性を持った楽曲の作成、感情のこもった演奏を旨としてさまざまなコンサートやライブで活動している。
近年では地元静岡県三島市で「仰望和太鼓」を冠するコンサートを主催。地域団体との交流を図ると共に、活性化にも尽力している。

## 出演作品

### テレビアニメ
2007年
- ぷるるんっ!しずくちゃん あはっ☆（パトロール隊員）

2008年
- ゴルゴ13（信者、スタッフ）
- 全力ウサギ（従業員、温泉従業員、スーパーの店員、ニュースキャスター、本社チーム、客 他）

2009年
- ゴルゴ13（映画のスタッフ）

### OVA
2009年
- タロピカーナ

### 吹き替え
- グッド・ワイフ
- ザ・パシフィック

### 舞台
- 和太鼓音心　無形
- 和太鼓音心　フランス公演
- 和太鼓音心　伊能忠敬
- 和太鼓音心　一期一会
- 仰望和太鼓in三島III
- 仰望和太鼓in三島II
- 仰望和太鼓in函南
- 凱旋公演 仰望和太鼓in三島
- 蒲田GWフラワーフェスタ
- 川崎タップフェスティバル
- Great Wild Monkey Show!!
- 極太
- Say you love me…
- 夏木えいじ歌謡ショー
- 虹カカル
- MY LIFE WATTA LIFE